# Чернышенко, Николай Николаевич
Николай Николаевич Чернышенко (23 октября 1941, Херсон, Николаевская область — 4 декабря 2019, Херсон) — советский футболист (нападающий) и тренер, мастер спорта.

## Биография
Вырос в херсонском районе Военка, в детстве ходил на местный стадион «Спартак» смотреть матчи одноимённой команды, так пристрастился к футболу. В составе херсонского «Спартаке» с конца 1950-х, дебютировал в основной команде с 1960 года. 
Из Херсона был призван в армию, проходил службу в команде СКА из Одессы, в составе которой в 1963 выиграл чемпионат УССР, получил звание мастера спорта и вошёл в список лучших футболистов УССР под №3. Из СКА был переведён в ЦСКА, за которой в сезоне 1963 провёл дебютный матч в высшей лиге в матче против московского «Спартака». После окончания службы был приглашён в «Шахтёр», где отыграл год и 16 матчей в высшей лиге. 
После этого вернулся в Херсон, где играл за местный «Локомотив», капитаном которого он стал. В 1966 году с командой выиграл бронзу чемпионата УССР. В нападении играл в паре с Анатолием Лебедем. 
С начала 1970-х тренировал юных футболистов в СДЮШОР «Кристалл», в частности воспитал Александра Головко, до последних дней посещал детские футбольные турниры.

## Достижения

### Командные

#### СКА Одесса
Чемпионат УССР
- Чемпион: 1963[7]

#### Локомотив Херсон
Чемпионат УССР
- Бронзовый призёр: 1966[7]

### Личные
- В  списке лучших футболистов УССР[укр.] — №3 в 1963 году.